# Acalolepta similis
Acalolepta similis är en skalbaggsart som först beskrevs av Stefan von Breuning 1938.  Acalolepta similis ingår i släktet Acalolepta och familjen långhorningar. Inga underarter finns listade i Catalogue of Life.